# Połowcy

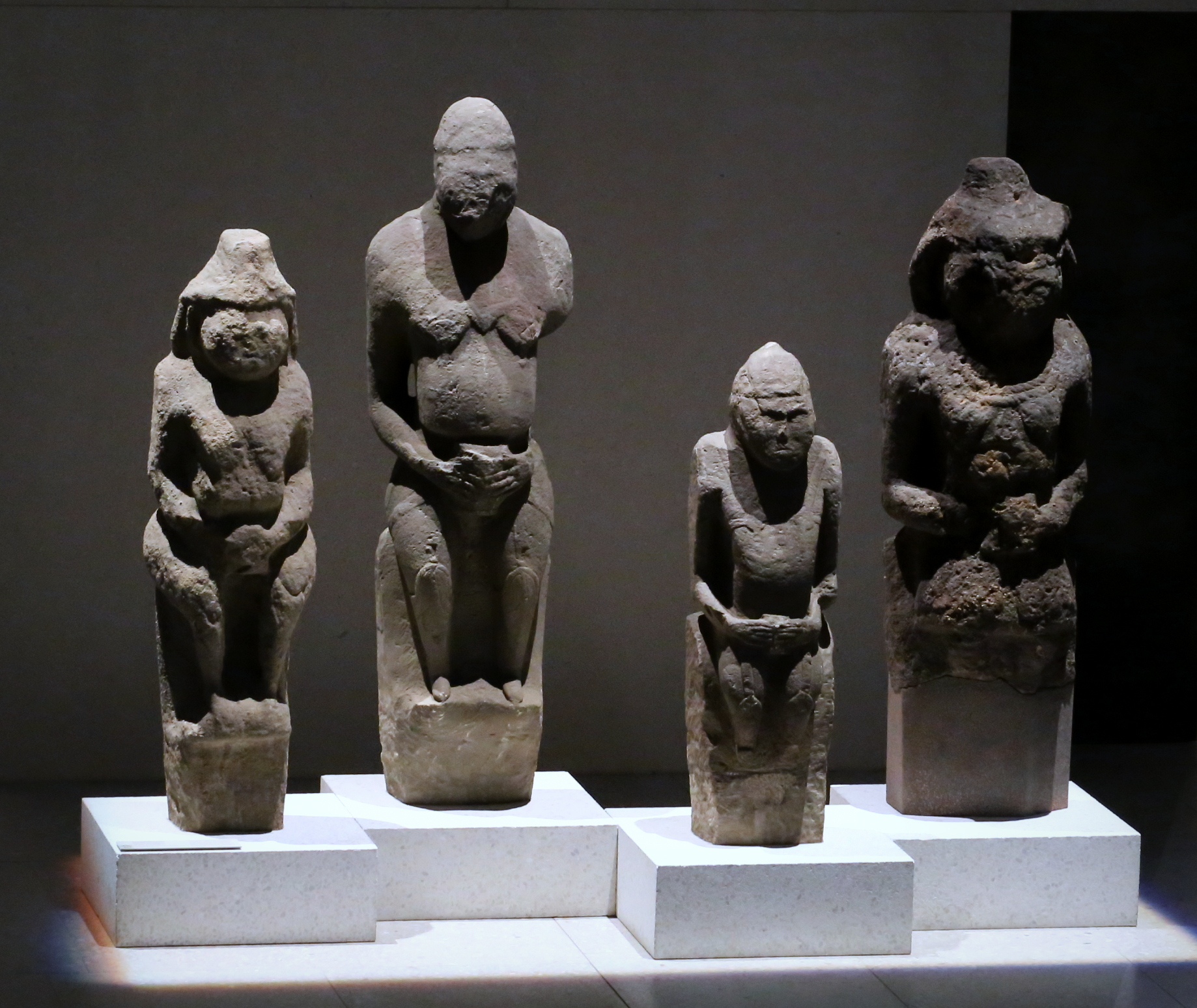
Kumańskie statuy z terenów współczesnego obwodu charkowskiego XIIw.

Połowcy (nazywani też Komanami lub Kumanami) – lud pochodzenia turkijskiego, należący do grupy kipczackiej, który swoje pierwotne siedziby w VIII wieku miał na stepach Kazachstanu i południowej Syberii w górnym biegu rzeki Irtysz. Byli spokrewnieni z Turkami seldżuckimi. Ich język, zwany także kumańskim należy do grupy języków kipczackich. Golili głowy pozostawiając dwa długie warkocze. Charakterystyczne w ich ubiorze były krótkie kaftany.

## Historia

### Przed Mongołami
Współplemienni z Pieczyngami, zamieszkiwali też tereny od Donu do Dunaju. Ustawicznie nękali najazdami Ruś. W 1068 miał miejsce najazd Połowców na Ruś Kijowską i zniszczenie księstw południoworuskich. Próbowali przemieszczać się na zachód, ale w 1089 zostali rozbici na terenie obecnej Mołdawii przez króla węgierskiego Władysława I. Na początku XII wieku zostali odrzuceni przez księcia kijowskiego Włodzimierza II Monomacha na stepy na północ od Kaukazu, za Wołgę i Don.
W drugiej połowie XII wieku brali udział w wojnach pomiędzy księstwami ruskimi po stronie jednych księstw ruskich przeciw innym ruskim księstwom. Zawierali związki małżeńskie z przedstawicielami dynastii Rurykowiczów m.in. w sąsiadującym z Małopolską księstwie halickim. Wchodzili także w związki małżeńskie z rodzinami panującymi Serbii i Węgier. Bułgarskie królewskie dynastie Terterów i Szyszmanidów były częściowo pochodzenia kumańskiego.
W wiekach XI–XII plądrowali przygraniczne ziemie kijowskie, węgierskie i bułgarskie. Według Galla Anonima latem 1101 najechali również polskie ziemie i ponieśli klęskę w starciu z wojskami Bolesława Krzywoustego. Inne kroniki opisują napad Połowców lub Węgrów z 1135, który spustoszył Wiślicę.

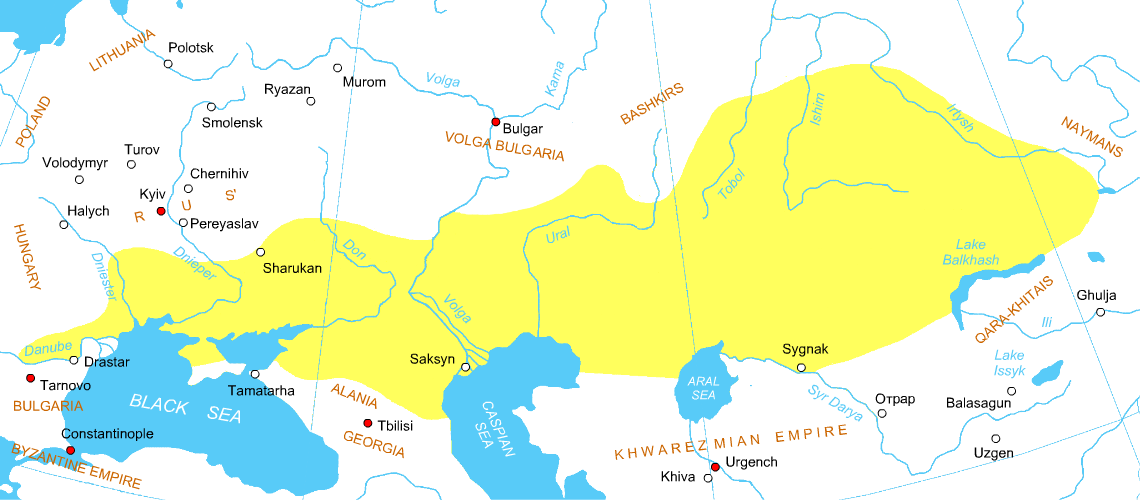
Terytoria Kumanów (Połowców) przed najazdem Mongołów w XIII wieku

### Przybycie Mongołów i dalsze losy

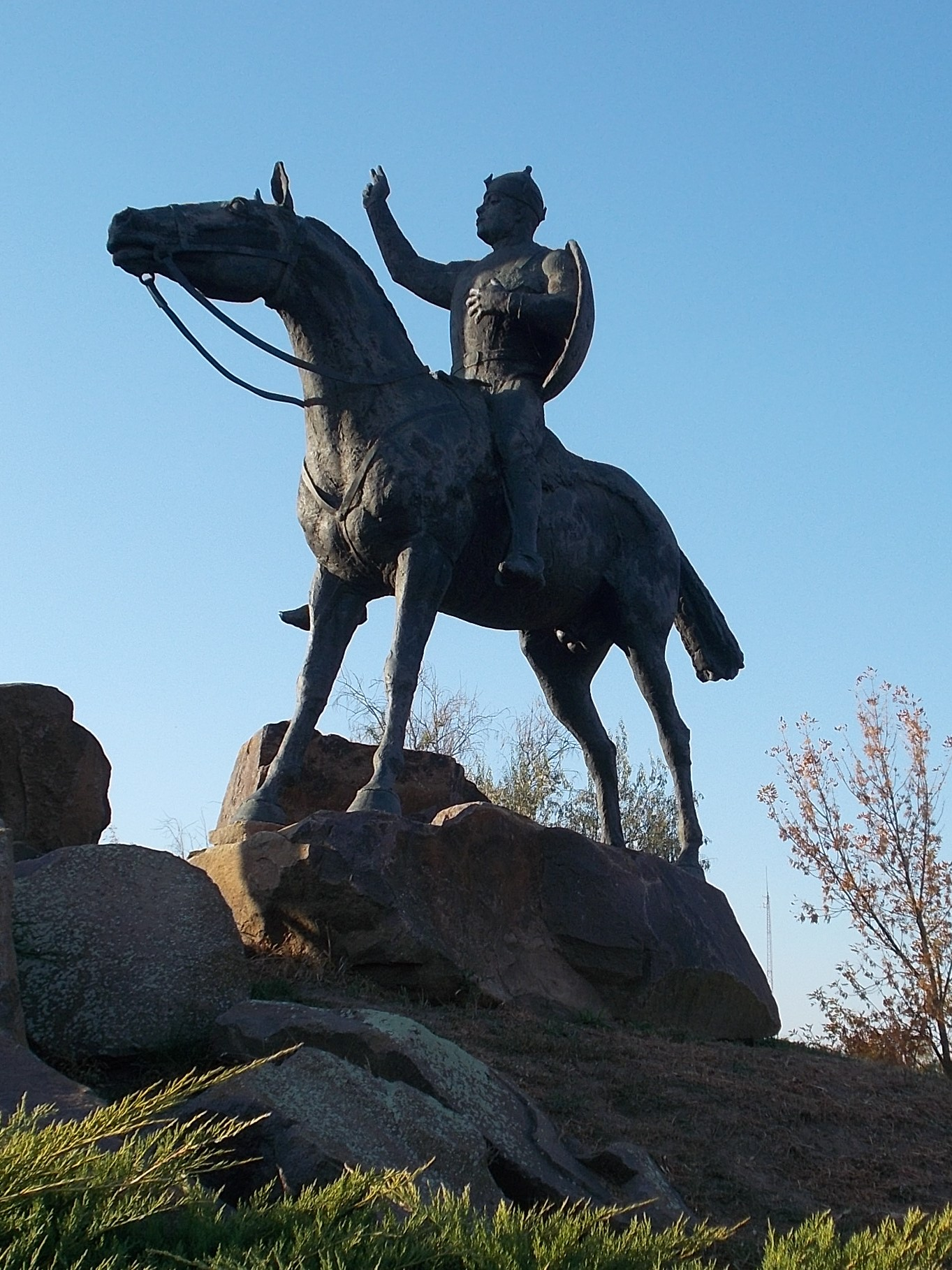
Pomnik Kocjana w węgierskim Karcag

W XIII w. do Europy przybyli Mongołowie, którzy zniszczywszy królestwo Gruzji od południa przeszli Kaukaz i rozgromili Połowców na stepach na północ od Kaukazu w roku 1223. W tym samym roku w bitwie nad Kałką Połowcy Kocjana (Kocjanie) razem z książętami Kijowa, Halicza, Czernihowa i Smoleńska próbowali zatrzymać wojska Mongołów, ale zostali wymordowani razem z wojskami ruskimi, po wynegocjowanym z Mongołami złożeniu broni. Kocjan zbiegł. Później, wraz z 40 tys. współplemieńców, uzyskał azyl na Węgrzech.
Ich tereny Mongołowie włączyli do Złotej Ordy, przez co w ciągu kolejnych dwóch wieków znaczna ich część zmieszała i zasymilowała się współtworząc różne narody tureckojęzyczne – z Kazachami, Tatarami krymskimi, Tatarami syberyjskimi, Nogajami, Baszkirami, Karaczajami, Bałkarami, Kumykami.

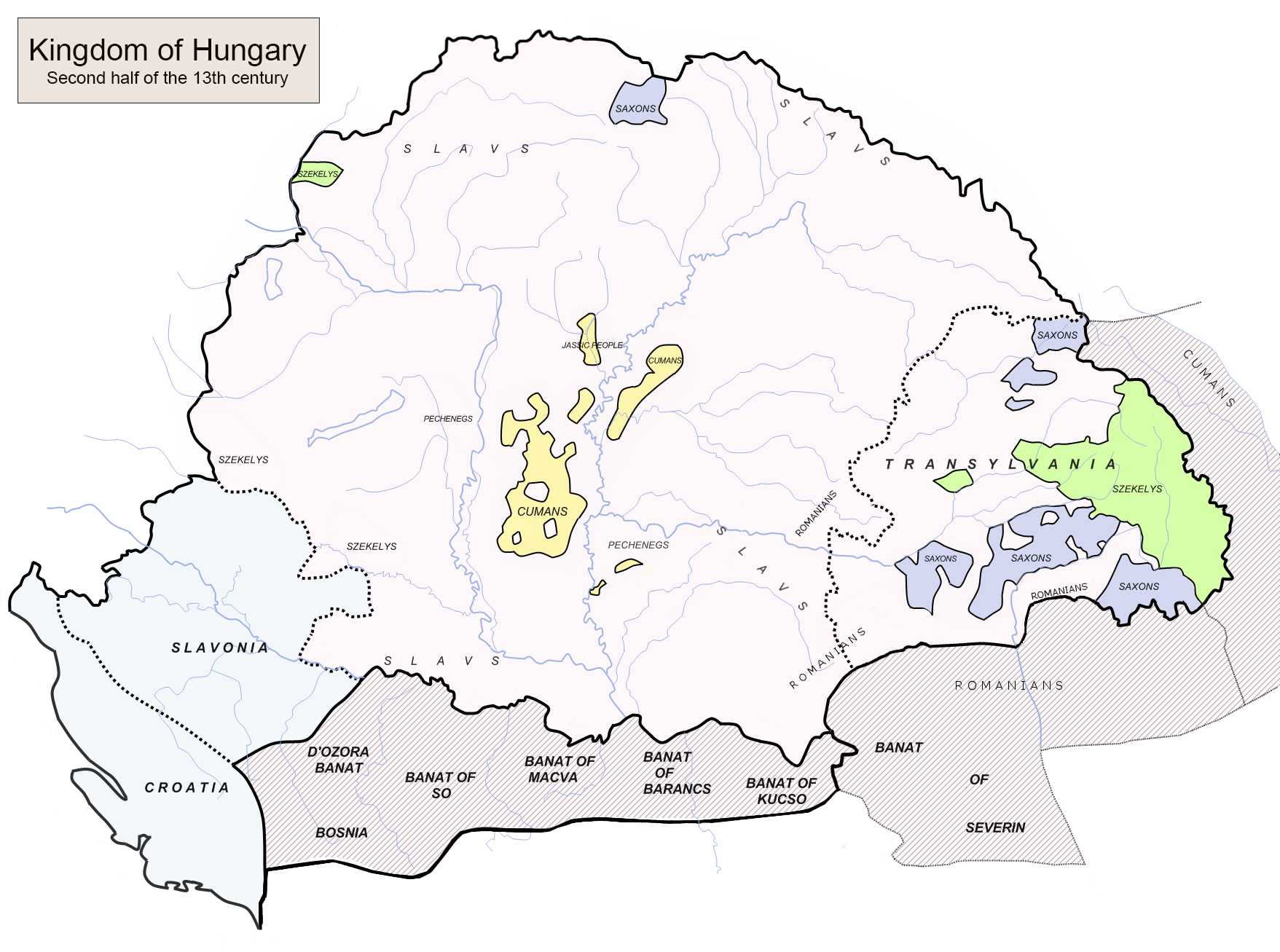
Tereny Kumanów na Węgrzech w XIII wieku (na żółto)

Część zachodnich Połowców zwanych Kumanami została osiedlona przez króla Węgier, Belę IV na ziemiach na wschód od Dunaju, a następnie pobita przez magnatów węgierskich nieprzychylnych Władysławowi IV. Sam Władysław w przeddzień bitwy pod Hódtó został aresztowany, zaś Kumanowie zostali rozgromieni; dzięki temu magnatom udało się osłabić pozycję króla, dla którego Kumanowie byli praktycznie jedynym wsparciem. 
Po opanowaniu przez Mongołów stepów nadczarnomorskich, Połowcy byli sprzedawani jako niewolnicy. Członkowie dynastii Bahri, pierwszej dynastii mameluków w Egipcie byli Połowcami. Jednym z wybitniejszych jej przedstawicieli był sułtan Bajbars (al-Malik al-Zahir Rukn al-Din Baibars al-Bunduqdari) urodzony w miejscowości Solhat (obecnie Stary Krym) na Krymie i sprzedany na Krymie jako niewolnik Egipcjanom. Dynastia Bahri rządziła Egiptem od 1250 do 1382.
Przechowywany w weneckiej bibliotece Świętego Marka czternastowieczny Codex Cumanicus składa się z podręcznika języka kipczackiego, hymnów oraz zagadek w języku Kumanów.
Od Połowców pochodzi nazwa Tańce połowieckie, znanego (także w kulturze masowej) fragmentu opery Kniaź Igor Aleksandra Borodina.
Do naszych czasów potomkowie Połowców w Europie przetrwali jedynie na terenach położonych na zachód od gór Matra w północnych Węgrzech, jednak ich zachowana przez wieki odrębność i kultura obecnie szybko zanika (zobacz skansen Połowców w Hollókő).

## Etymologia słowiańskiej nazwy „Połowcy”

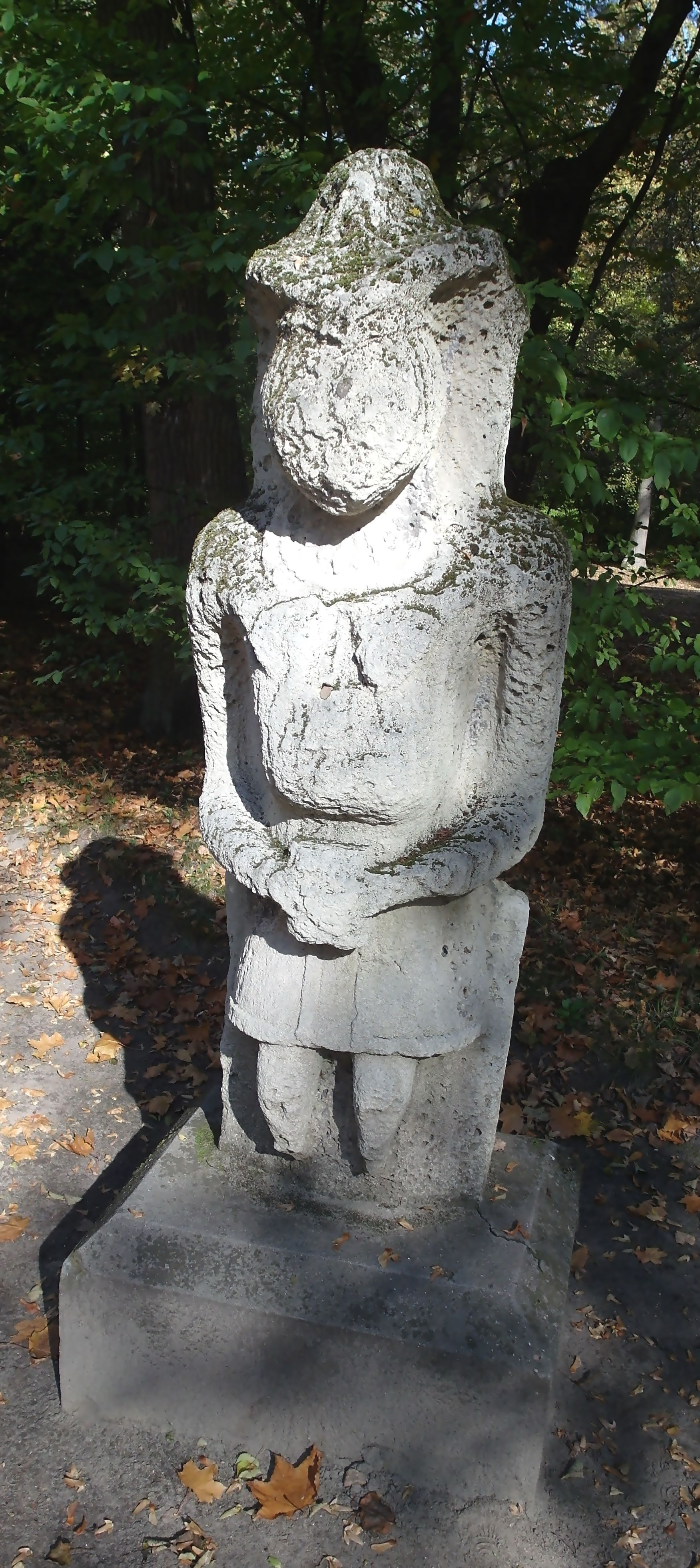
Figura kultowa Połowców z XII–XIII wieku tzw. „baba”, Nieborów

Nazwa Połowcy poświadczona jest we wszystkich wersjach latopisów ruskich. W kodeksie/latopisie Ławrientiewskim z ok. 1377 r., autor zanotował pod rokiem 1054: Prichodi Bołuš (Болушь) s Połow’ci, a w 1061 r. latopis ten przytacza pierwszą wyprawę Połowców przeciwko Rusi: Pridoša Połowci perwoje na Rus’kuju zemliu wojewati. Ponieważ nazwa Połowców była już w tym czasie oddana w formie słowiańskiej, można mniemać, że przybysze byli bardzo dobrze znani. Termin Połowcy znany także kronikarzom polskim w formie Pławcy, Plawci, Plauci, a za pośrednictwem słowiańskim zapożyczony także przez Węgrów, pod postacią Palócz, może stanowić dowód dłuższego współżycia Słowian z tym ludem. Nazwa ta, w różnych odmianach fonetycznych, zawiera przekład nazwy szczepowej tureckiej Kuman (wyżej wspomniany latopis pod rokiem 1185: Poběženi byša inoplemen’nici i Kumani rekše Połowci).
Tureckie Kuman według badań etniczno-językowych, pochodzi od pnia kuǵ, kū, kuv, kub, co znaczy blady, białawo-żółtawy, płowy. Etymologia ta żółtawy, blady (w perskim do dziś żółty to niemal to samo co blady) odpowiada pierwotnemu znaczeniu rosyjskiego wyrazu połowoj, czyli płowy, białawo-żółtawy, blady (palewyj, izabełłowyj, blědnyj).
Nie bez wpływów słowiańskich zapewne tłumaczą nazwę Kumanów-Połowców inne źródła europejskie (łacińskie, niemieckie) i ormiańskie (np. Adam z Bremy wymienia homines pallidi, zaś ormiański kronikarz Mateusz z Edessy pod 1050 r. cytuje „lud płowy” xartēš).
Węgierski turkolog prof. Gyula Németh dowodził, że określenie blady odnosiło się do cery Połowców, podobnie uważał też Lew Gumilow, według którego Niebieskookich, jasnowłosych Kumanów zaczęto na Rusi nazywać Połowcami (od słowa „połowa”, które oznacza pociętą słomę, mającą odcień matowożółty).